# Manchuela
Manchuela és una denominació d'origen (DO) la zona del qual de producció es troba a les províncies de Conca i Albacete. En total són 70 termes municipals d'aquestes províncies. Va obtenir la qualificació de denominació d'origen l'any 2000.
L'altitud dels vinyers està compresa entre els 600 i 700 metres sobre el nivell de la mar, els sòls són argilencs i el clima és continental amb una temperatura mitjana de 13º anualment, les precipitacions ronden els 600 l/m².

## Característiques dels vins
- Negres: Són vins d'11,5º a 13º d'aromes afrutados.
- Rosats: Vins d'11,5º a 13º.
- Blancs: Vins de 11º a 13º.

## Raïms
- Cabernet Sauvignon
- Merlot
- Syrah
- Garnatxa
- Monastrell
- Ull de llebre
- Boval
- Chardonnay
- Macabeu
- Sauvignon Blanc

## Cellers
- Celler Andres Iniesta
- Cellers y Vinyals Vega Tolosa